# Fundação Educacional Rosemar Pimentel
A Fundação Educacional Rosemar Pimentel, também denominada FERP, foi criada pelo então deputado estadual Geraldo Di Biase em 9 de novembro de 1967 para ser a mantenedora das futuras faculdades que ali seriam instaladas. Ela está atualmente situada em Volta Redonda, tendo sido seu campus sede transferido de Barra do Piraí, no sul estado do Rio de Janeiro.
O nome da Fundação foi escolhido como homenagem a um educador do interior do Estado, Rosemar Muniz Pimentel, um dos pioneiros da instalação do ensino secundário em Barra do Piraí.